# Martin Sabrow
Martin Sabrow (* 6. April 1954 in Kiel) ist ein deutscher Historiker. Er war Direktor des Leibniz-Zentrums für Zeithistorische Forschung in Potsdam und Professor für Neueste Geschichte und Zeitgeschichte an der Humboldt-Universität zu Berlin.

## Leben
Nach dem Abitur an der Kieler Hebbelschule studierte Sabrow von 1972 bis 1977 Geschichte, Germanistik und Politikwissenschaft in Kiel und Marburg. Nach seinem Zivildienst arbeitete er von 1979 bis 1993 in Berlin als Lehrer für Geschichte/Politische Weltkunde und Deutsch. Er wurde 1993 an der Universität Freiburg mit einer Untersuchung zum Mord an Walther Rathenau promoviert. Im Jahr 2000 habilitierte er sich mit einer Schrift über die DDR-Geschichtswissenschaft 1949–1969. Ab 1994 lehrte er an verschiedenen Universitäten – darunter an der Freien Universität Berlin, der Ludwig-Maximilians-Universität München und der Technischen Universität Braunschweig sowie als Gastprofessor an der Universität London und der Universität Bologna. Von 1996 bis 2004 war Sabrow Projektbereichsleiter am Leibniz-Zentrum für Zeithistorische Forschung (ZZF). Im Dezember 2004 wurde er zum Professor für Neueste Geschichte und Zeitgeschichte an der Universität Potsdam und zum Direktor des ZZF berufen, das er bis Dezember 2021 leitete. In seiner Dienstzeit wurde das ZZF in die Leibniz-Gemeinschaft aufgenommen und wurde daraufhin in Leibniz-Institut für Zeithistorische Forschung umbenannt. Im Mai 2009 folgte Sabrow einem Ruf an die Humboldt-Universität zu Berlin und lehrte dort bis zu seiner Emeritierung 2021. Sabrow war 2013 Fellow am Freiburg Institute for Advanced Studies (FRIAS). Von 2008 bis 2021 war er Co-Leiter des Masterstudiengangs Public History an der Freien Universität Berlin. Sabrow wirkte von 2013 bis 2021 als Sprecher des Leibniz-Forschungsverbundes Historische Authentizität und ist seit 2021 Sprecher des Nachfolgeverbundes Wert der Vergangenheit. Seit 2022 ist er Senior Fellow am ZZF.
Im Frühjahr 2005 wurde Sabrow zum Vorsitzenden der von der Bundesregierung eingesetzten Expertenkommission berufen, die den Auftrag hatte, ein Konzept für einen dezentral organisierten Geschichtsverbund zur Aufarbeitung der SED-Diktatur auszuarbeiten. Die am 15. Mai 2006 der Öffentlichkeit vorgestellten und am 6. Juni 2006 in einer öffentlichen Anhörung diskutierten Empfehlungen lösten eine intensive Debatte über den zukünftigen Umgang mit der DDR-Vergangenheit aus. Sabrow ist seit den 1990er Jahren im Vorstand der Walther-Rathenau-Gesellschaft e. V. tätig und seit 2022 deren Vorsitzender. 2023 kuratierte Sabrow die Ausstellung „Gewalt gegen Weimar. Zerreißproben der frühen Republik“, die von 2023 bis 2025 in Schloss Freienwalde in Bad Freienwalde sowie im Dokumentationszentrum Topographie des Terrors in Berlin und im Haus der Weimarer Republik in Weimar gezeigt wurde.

## Auszeichnungen
- 2017: Golo-Mann-Preis für Geschichtsschreibung für Erich Honecker – Das Leben davor

## Schriften (Auswahl)

### Monographien
- Der Rathenaumord. Rekonstruktion einer Verschwörung gegen die Republik von Weimar. Oldenbourg, München 1994, ISBN 3-486-64569-2 (zugleich: phil. Dissertation, Universität Freiburg, 1992).
- Die Macht der Mythen. Walther Rathenau im öffentlichen Gedächtnis. Sechs Essays. Das Arsenal, Berlin 1998, ISBN 3-931109-11-9.
- Die verdrängte Verschwörung. Der Rathenau-Mord und die deutsche Gegenrevolution. Fischer Taschenbuch-Verlag, Frankfurt am Main 1999, ISBN 3-596-14302-0.
- Herr und Hanswurst. Das tragische Schicksal des Hofgelehrten Jacob Paul von Gundling. Deutsche Verlags-Anstalt, Stuttgart/München 2001, ISBN 3-421-05512-2.
- Das Diktat des Konsenses. Geschichtswissenschaft in der DDR 1949–1969 (= Ordnungssysteme. Band 8). Oldenbourg, München 2001, ISBN 3-486-56559-1 (zugleich: Habilitationsschrift, FU Berlin, 2000).
- Die Zeit der Zeitgeschichte. Wallstein, Göttingen 2012, ISBN 978-3-8353-1035-3.
- Zeitgeschichte schreiben. Von der Verständigung über die Vergangenheit in der Gegenwart, Göttingen 2014
- Erich Honecker. Das Leben davor. 1912–1945. C. H. Beck, München 2016, ISBN 978-3-406-69809-5.
- mit Matthias Berg, Olaf Blaschke, Jens Thiel, Krijn Thijs: Die versammelte Zunft. Historikerverband und Historikertage in Deutschland. 2 Bände. Wallstein Verlag, Göttingen 2018, ISBN 3-8353-3294-5.
- Der Rathenaumord und die deutsche Gegenrevolution. Wallstein, Göttingen 2022, ISBN 978-3-8353-5174-5.
- Zeitenwenden in der Zeitgeschichte. Wallstein, Göttingen 2023, ISBN 978-3-8353-5434-0.

### Herausgeberschaften
- mit Jörg Baberowski, Eckart Conze und Philipp Gassert: Geschichte ist immer Gegenwart. Vier Thesen zur Zeitgeschichte. Deutsche Verlags-Anstalt, Stuttgart/München 2001, ISBN 3-421-05564-5.
- Skandal und Diktatur. Formen öffentlicher Empörung im NS-Staat und in der DDR. Wallstein, Göttingen 2004, ISBN 3-89244-791-8.
- mit Rainer Eckert, Monika Flacke, Klaus-Dietmar Henke und Roland Jahn: Wohin treibt die DDR-Erinnerung? Dokumentation einer Debatte. Vandenhoeck & Ruprecht, Göttingen 2007, ISBN 3-525-36299-4 (Rezension auf H-Soz-Kult).
- Erinnerungsorte der DDR. Beck, München 2009, ISBN 978-3-406-59045-0.
- 1989 und die Rolle der Gewalt. Wallstein, Göttingen 2012, ISBN 978-3-8353-1059-9.
- mit Stefanie Eisenhuth und Hanno Hochmuth: Zeithistorische Forschungen 11 (2014), Heft 2: West-Berlin.
- mit Thomas Lindenberger: German Zeitgeschichte. Konturen eines Forschungsfeldes, Göttingen 2016
- mit Stefanie Eisenhuth: Schattenorte. Stadtimages und Vergangenheitslasten, Göttingen 2017
- mit Peter Ulrich Weiß: Das 20. Jahrhundert vermessen. Signaturen eines vergangenen Zeitalters, Göttingen 2017
- mit Susanne Schattenberg: Die letzten Generalsekretäre. Kommunistische Herrschaft im Spätsozialismus. (= Kommunismus und Gesellschaft. Bd. 8). Ch. Links Verlag, Berlin 2018, ISBN 978-3-96289-028-5 (Sonderauflage für die Landeszentralen für politische Bildung).
- mit Hanno Hochmuth / Tilmann Siebeneichner: Weimars Wirkung. Das Nachleben der ersten deutschen Republik, Göttingen 2020
- Der Wert der Vergangenheit, Leipzig 2021
- mit Tilmann Siebeneichner und Peter Ulrich Weiß: 1989 – Eine Epochenzäsur? Göttingen 2021
- mit Achim Saupe: Handbuch Historische Authentizität, Göttingen 2022
- mit Jochen Paul Laufer†: Die UdSSR und die beiden deutschen Staaten. Dokumente aus deutschen und russischen Archiven, Berlin 2023
- Gewalt gegen Weimar. Zerreißproben der frühen Republik 1918-1923. Wallstein, Göttingen 2023, ISBN 978-3-8353-5493-7.

## Lexikonartikel
- Walther Rathenau, Industrieller, Reichsaußenminister (1867–1922), in: Neue Deutsche Biographie, hg. von der Historischen Kommission bei der Bayerischen Akademie der Wissenschaften, Bd. 21, Berlin 2003, S. 174–176
- Rathenau, Walther, in: Gerhard Hirschfeld / Gerd Krumeich / Irina Renz (Hg.), Enzyklopädie Erster Weltkrieg, Paderborn u. a. 2003, S. 786 f.
- Scheel, Heinrich, Historiker, in: Neue Deutsche Biographie, 22. Bd., Berlin 2005, S. 603 f.
- Sozialistische Einheitspartei Deutschlands (SED), in: Axel Schildt (Hg.), Deutsche Geschichte im 20. Jahrhundert. Ein Lexikon, München 2005, S. 343–345.
- Rathenau, Walther, in: Gerhard Hirschfeld/Gerd Krumeich/Irina Renz (Hg.), Enzyklopädie. Erster Weltkrieg, Paderborn u. a. 2009, S. 786 f.
- Walther Rathenau, in: Wolfgang Benz (Hg.), Handbuch des Antisemitismus. Judenfeindschaft in Geschichte und Gegenwart, Bd. 2/2, Berlin 2009, S. 671 f.
- Organisation Consul (O.C.), 1920–1922. In: Historisches Lexikon Bayerns. 8. Februar 2010 (historisches-lexikon-bayerns.de [abgerufen am 19. März 2021]).